# Capsule rewind BEST-1 2012-2006
『capsule rewind BEST-1 2012-2006』（カプセル リワインド ベスト-1 2012-2006）は、2013年3月6日に発売されたcapsuleのベスト・アルバムである（CD：YCCC-10026）。

## 背景
2009年発売のベスト・アルバム『FLASH BEST』以来のベスト・アルバム。
1枚もののシングル集という案や、3枚組で1セットという案も存在していた。しかしそれらは「しっくりこなかった」と中田は語っている。

## 楽曲について
2006年発売の7枚目アルバム『FRUITS CLiPPER』から2012年発売の13枚目アルバム『STEREO WORXXX』までの楽曲の中から、中田ヤスタカが選んだ楽曲が収録されている。

## プロモーション
トレーラー映像が2013年2月24日にYouTubeのヤマハミュージックコミュニケーションズチャンネルで公開された。
ベスト・アルバム『capsule rewind BEST-2 2005-2001』と同時発売され、同時購入特典は「capsule rewind BEST 告知スペシャルDVD」。
また、同年3月8日にはニコニコ生放送でcapsule特集番組（11時間）が放送された。capsuleが過去にリリースしたアルバム15枚の全156曲および厳選ビデオクリップをストリーミング配信するという内容だった。

## 収録曲
曲順はタイトル通り、新しい曲から古い曲へと時代を遡るように構成されている。
全作詞・作編曲：中田ヤスタカ
| #         | タイトル               | 作詞      | 作曲・編曲 | 収録アルバム                          | 時間 |
| --------- | ---------------------- | --------- | ---------- | ------------------------------------- | ---- |
| 1.        | 「Step on The Floor」  |           |            | 13枚目『STEREO WORXXX』（2012年）     | 5:13 |
| 2.        | 「WORLD OF FANTASY」   |           |            | 12枚目『WORLD OF FANTASY』（2011年）  | 6:14 |
| 3.        | 「STRIKER」            |           |            | 同上                                  | 5:55 |
| 4.        | 「Stay with You」      |           |            | 11枚目『PLAYER』（2010年）            | 5:23 |
| 5.        | 「I wish You」         |           |            | 同上                                  | 4:03 |
| 6.        | 「Love or Lies」       |           |            | 同上                                  | 5:19 |
| 7.        | 「Hello」              |           |            | 同上                                  | 1:42 |
| 8.        | 「more more more」     |           |            | 10枚目『MORE! MORE! MORE!』（2008年） | 4:13 |
| 9.        | 「JUMPER」             |           |            | 同上                                  | 6:57 |
| 10.       | 「FLASH BACK」         |           |            | 9枚目『FLASH BACK』（2007年）         | 4:40 |
| 11.       | 「Eternity」           |           |            | 同上                                  | 4:07 |
| 12.       | 「I’m Feeling You」    |           |            | 同上                                  | 5:05 |
| 13.       | 「Starry Sky」         |           |            | 8枚目『Sugarless GiRL』（2007年）     | 5:39 |
| 14.       | 「Sugarless GiRL」     |           |            | 同上                                  | 4:11 |
| 15.       | 「jelly (album-edit)」 |           |            | 7枚目『FRUITS CLiPPER』（2006年）     | 5:07 |
| 合計時間: | 合計時間:              | 合計時間: | 73:56      |                                       |      |